# Lal Bihari
Lal Bihari (ou Lal Bihari Mritak, लाल बिहारी “मृतक”), né en 1961 dans le district d'Azamgarh, est un paysan d'Uttar Pradesh (Inde). Officiellement déclaré mort de 1976 à 1994, il s'est battu contre le gouvernement indien pendant 18 ans pour prouver qu'il était vivant.

## Origine du problème
Lal Bihari est originaire du village d'Amilo, dans le district d'Azamgarh, situé en Uttar Pradesh, au Nord-Est de l'Inde.
L'oncle de Lal Bihari souhaite profiter de la terre du paysan, qui mesure moins d'un acre. Il fait une déclaration de décès, mais Lal Bihari apprend par hasard la même année, voulant souscrire un crédit auprès d'une banque, qu'il n'est plus officiellement vivant.

## Lutte pour récupérer son identité
Lal Bihari essaye en vain pendant de nombreuses années de faire annuler son décès. Il multiplie les recours, et apprend qu'au minimum une centaine de personnes sont dans le même cas que lui, à sa connaissance. Il fonde alors l'association des morts de Uttar Pradesh (Uttar Pradesh Mritak Sangh).
Il décide de médiatiser l'affaire : il ajoute Mritak (« mort ») à son nom, organise ses propres obsèques et réclame une pension pour sa veuve. Il se présente même à des élections locales, qu'il perd, pour mettre en confrontation l'administration qui valide sa candidature, donc le fait qu'il soit vivant, avec l'administration qui a enregistré son décès.
Il retrouve son identité le 30 juin 1994, soit 18 ans plus tard. L'association n'est pas dissoute.
En 2003, il reçoit le prix Ig-Nobel de la paix pour son combat notamment avec son association (Prix décernés en 2003).
Un film lui est consacré en 2021, Kaagaz, réalisé par Satish Kaushik et dénonçant la corruption et les problèmes au sein de l'administration indienne.
En mars 2023, la haute cour d'Allahabad rejette sa demande d'indemnisation de 250 millions de roupies, qu'il avait demandé au titre du préjudice subi pendant les années où il a été déclaré mort.
En novembre 2023, il demande un permis pour posséder une AK-47, indiquant craindre pour sa vie.